# McKenzie, Alabama
McKenzie är en ort i Butler County och Conecuh County i delstaten Alabama i Sydöstra USA.